# Chirurgia zeza
Chirurgia zeza (również: chirurgia mięśnia zewnątrzgałkowego, chirurgia mięśnia oka lub chirurgia wyrównywania oka) – chirurgia mięśni zewnątrzgałkowych, mająca na celu korekcję zeza, czyli niewspółosiowości oczu. Przy ilości zabiegów liczącej około 1,2 miliona rocznie, chirurgia mięśnia zewnątrzgałkowego jest trzecią pod względem częstości operacją oka w Stanach Zjednoczonych.
Najwcześniejsza udana interwencja chirurgiczna dotycząca korekcji zeza została przeprowadzona 26 października 1839 przez Johanna Friedricha Dieffenbacha na 7-letnim dziecku z zezem esotropowym; kilka wcześniejszych prób podjął w 1818 William Gibson z Baltimore, chirurg ogólny i profesor Uniwersytetu Marylandu.
Koncepcja leczenia zeza poprzez nacięcie niektórych włókien mięśnia zewnątrzgałkowego została opublikowana w amerykańskich czasopismach w 1837 przez nowojorskiego okulistę Johna Scuddera.

## Rodzaje

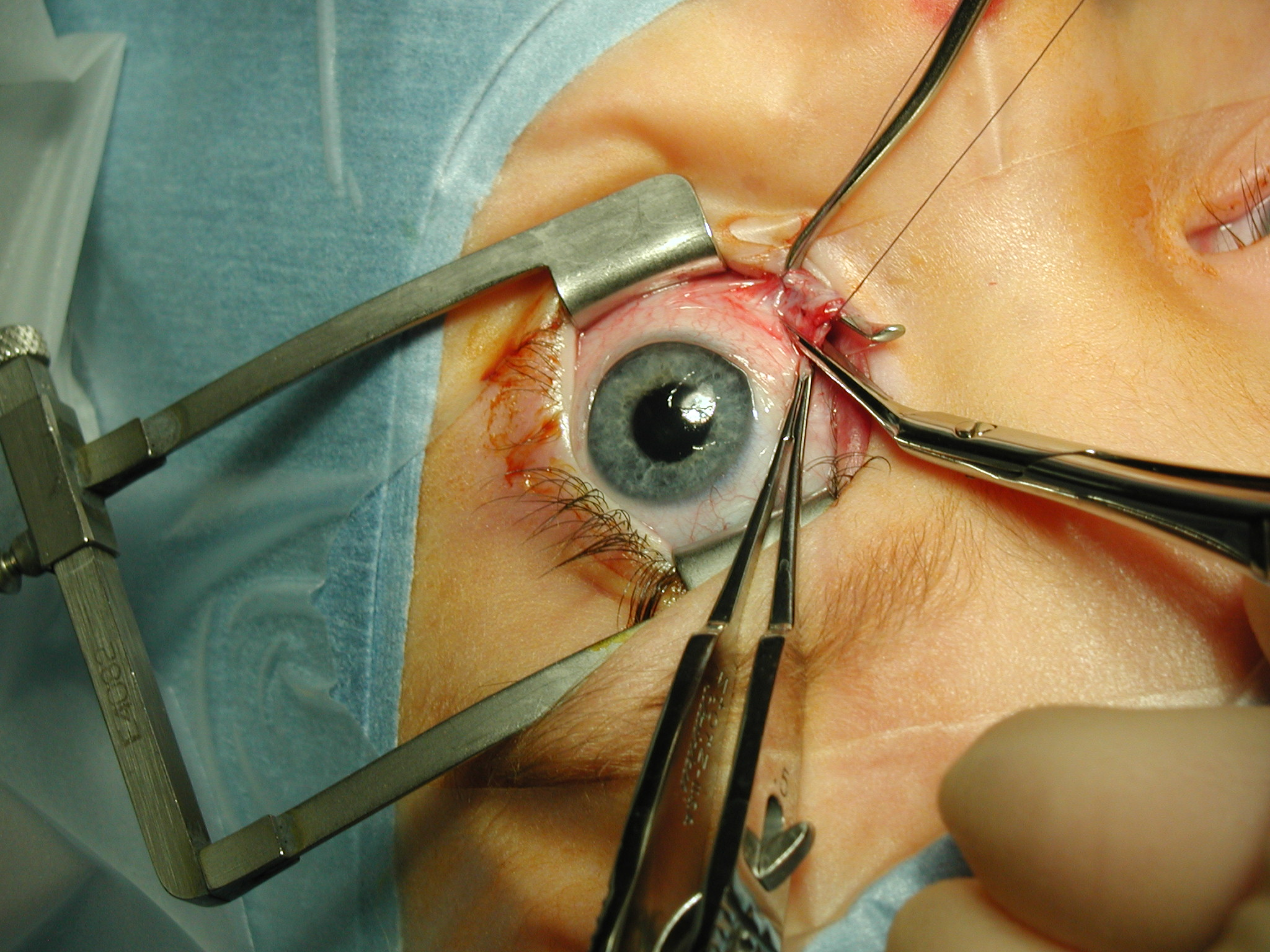
Wyodrębnienie mięśnia prostego przyśrodkowego

- Chirurgia mięśnia oka zazwyczaj umożliwia korekcję zeza i obejmuje następujące działania:[4][5]
  - Procedury wydłużania / osłabiania
    - Recesja polega na cofnięciu mięśnia z tyłu w kierunku jego początku.
    - Myektomia
    - Miotomia
    - Tenektomia
    - Tenotomia

  - Procedury skracania / wzmacniania
    - Resekcja obejmuje odłączenie jednego z mięśni oka, usunięcie części mięśnia z dystalnego końca mięśnia oraz ponowne przymocowanie mięśnia do oka[6].
    - Fałdowanie
    - Wysunięcie polega na przemieszczeniu mięśnia oka z punktu jego pierwotnego zamocowania na gałce ocznej w pozycję bardziej wysuniętą do przodu.

  - Procedury transpozycji / zmiany pozycji
  - Chirurgia z wykorzystaniem szwów regulowanych jest metodą ponownego przymocowania mięśnia zewnątrzgałkowego za pomocą szwu, który można skrócić lub wydłużyć w ciągu pierwszego dnia po operacji, w celu uzyskania lepszego wyrównania oka[7][8].

Operacja zeza jest zabiegiem jednodniowym. Pacjent spędza w szpitalu zaledwie kilka godzin, przy minimalnym przygotowaniu przedoperacyjnym. Średni czas trwania operacji jest zmienny. Po przeprowadzonym zabiegu pacjent powinien spodziewać się bólu i zaczerwienienia. W przypadku reoperacji należy oczekiwać większego bólu. W okresie pooperacyjnym, większy ból odnotowywany jest po resekcji mięśni niż po ich recesji. Stwierdzono również trwające dłużej zaczerwienienie oraz większe prawdopodobieństwo wymiotów we wczesnym okresie pooperacyjnym.
Chirurg dostarczy pacjentowi osłonę oczu, zapobiegającą przedostawaniu się światła. Wskazane jest jej noszenie przez pacjenta, ponieważ bodźce docierające do oka (np. światło, przewracanie oczami) powodują dyskomfort.

## Rezultaty

### Wyrównanie i zmiany funkcjonalne
Nadkorekcja i niedokorygowanie:
Interwencja chirurgiczna może zapewnić niemalże całkowite lub całkowite wyrównanie oczu (ortoforia) bądź może spowodować nadkorekcję lub niedokorygowanie, które będą wymagały dalszego leczenia lub ponownej interwencji chirurgicznej. Prawdopodobieństwo długotrwałego wyrównania oczu jest większe, jeżeli po operacji pacjent jest w stanie osiągnąć pewien stopień widzenia stereoskopowego. Badania przeprowadzone z udziałem pacjentów z esotropią dziecięcą, dotkniętych esotropią małego kąta (8 dioptrii) lub egzotropią małego kąta o tej samej wartości sześć miesięcy po zabiegu, dowodzą, że u pacjentów dotkniętych esotropią małego kąta częściej występowało wyrównane oczu pięć lat po zabiegu, niż w przypadku pacjentów z egzotropią małego kąta. Istnieją wstępne dowody na to, iż pacjenci z esotopią dziecięcą osiągają po operacji lepszy poziom widzenia stereoskopowego, jeżeli leczenie chirurgiczne zostanie wdrożone we wczesnym okresie życia.
Inne odchylenia:
Chirurgia zeza w przypadku nieprawidłowości mięśni skośnych może w konsekwencji prowadzić do niewspółosiowości oczu. Przede wszystkim może wystąpić zdysocjowane odchylenie pionowe. Istnieją podstawy potwierdzające, iż nasilenie niniejszego odchylenia może być niższe, jeżeli dziecko zostanie poddane zabiegowi w bardzo młodym wieku. Ponadto, chirurgia zeza może również skutkować subiektywną i obiektywną cyklodewiacją, możliwie powodując cyklotropię oraz rotacyjne podwójne widzenie (cyklodiplopia), jeżeli układ wzrokowy nie jest w stanie jej zrekompensować.
W przypadku chirurgii mięśnia prostego poziomego wiadomo, że odchylenia pionowe, zespoły A i V oraz cyklotropię można przewidzieć lub ich uniknąć, stosując określone chirurgiczne środki zapobiegawcze.
Rozważania funkcjonalne:
Częstym rezultatem chirurgii zeza jest wynikająca z niej mikrotropia (znana również jako zespół monofiksacji).
Usprawnienia funkcjonalne i pozostałe korzyści:
Przez długi czas uważano, że u dorosłych pacjentów z długotrwałym zezem możliwe jest osiągnięcie poprawy wyłącznie z kosmetycznego punktu widzenia; w ostatnich latach zdarzały się przypadki, w których u tego typu pacjentów dochodziło również do fuzji sensorycznej, pod warunkiem bardzo dużego wyrównania ruchowego. W przypadku przedoperacyjnego zeza wewnętrznego, korekcja rozszerza obuoczne pole widzenia pacjenta, poprawiając widzenie peryferyjne. Ponadto, przywrócenie wyrównania oczu może przynieść pacjentowi korzyści psychospołeczne i ekonomiczne.

### Powikłania
Diplopia występuje dość często w pierwszych tygodniach po operacji.
Do powikłań pooperacyjnych występujących rzadko lub bardzo rzadko należą: infekcja oka, krwotok w przypadku perforacji twardówki, zsunięcie lub oderwanie mięśnia, a nawet utrata widzenia.
Chirurgia mięśnia oka powoduje powstawanie blizn (zwłóknień); jeżeli blizny są rozległe, mogą być postrzegane jako podniesiona i czerwona tkanka na białku oka. Zwłóknienia można zmniejszyć stosując podczas operacji mitomycynę C.
Stosunkowo nową metodą, opracowaną przede wszystkim przez szwajcarskiego okulistę Daniela Mojona, jest minimalnie inwazyjna chirurgia zeza (MISS), która umożliwia potencjalne zmniejszenie ryzyka powikłań oraz szybszą rehabilitację wzroku i gojenie ran. Wykonane z wykorzystaniem mikroskopu operacyjnego nacięcia w spojówce są znacznie mniejsze niż w przypadku konwencjonalnej chirurgii zeza. W badaniu opublikowanym w 2017 udokumentowano mniejszą liczbę powikłań dotyczących obrzęku spojówek i powiek w bezpośrednim okresie pooperacyjnym po zabiegu MISS, przy czym wyniki długoterminowe były podobne w obu grupach. Technika MISS może być stosowana do wykonywania wszystkich rodzajów operacji zeza, a mianowicie recesji mięśnia prostego, resekcji, transpozycji i zwinięcia, nawet przy ograniczonej ruchliwości.
Bardzo rzadko podczas chirurgii zeza mogą wystąpić powikłania potencjalnie zagrażające życiu z powodu odruchu Aschnera.